# The Used

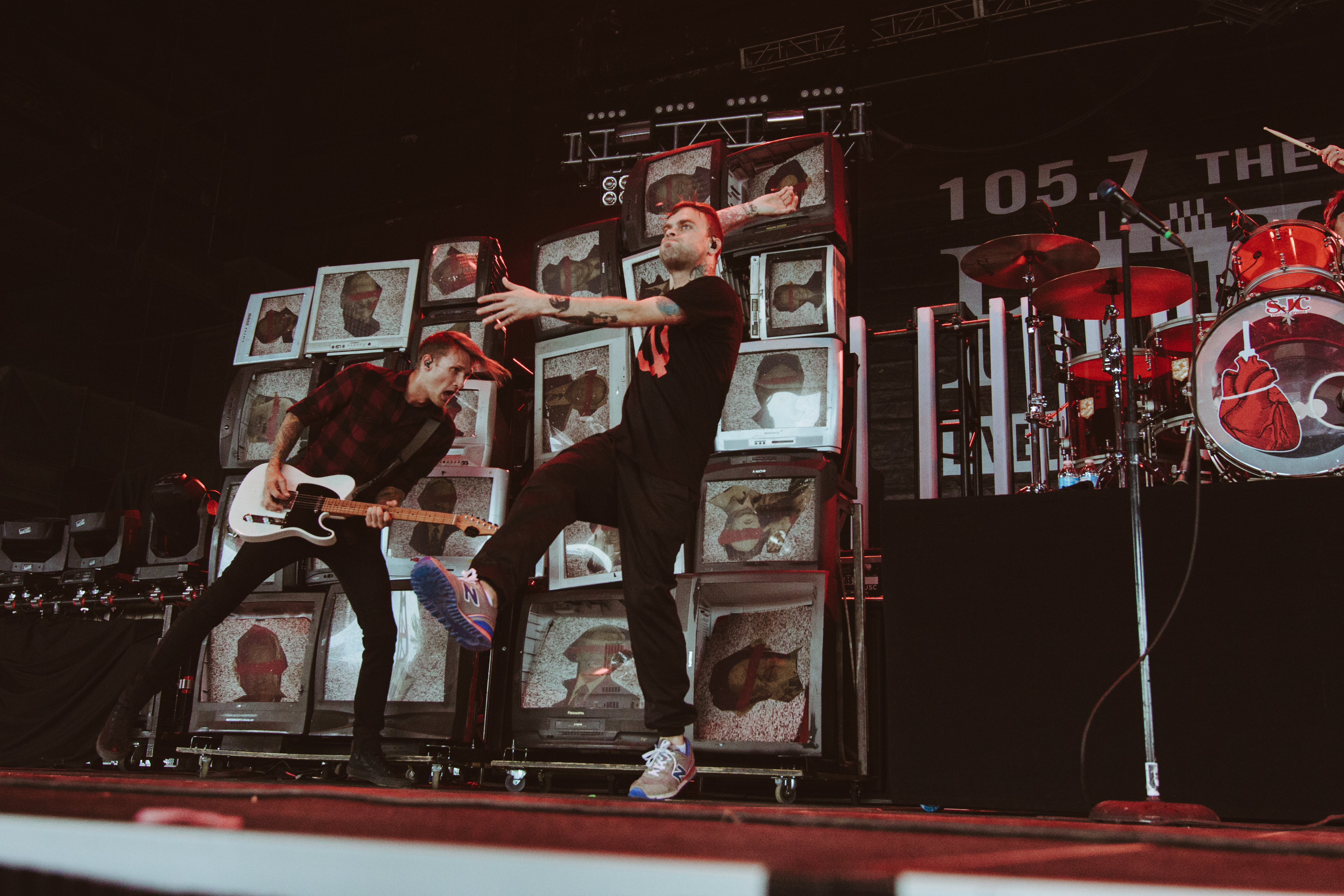
Justin Shekoski & Bert McCracken 2015

The Used är ett amerikanskt rockband från Orem, Utah. Bandet bildades i mitten av 1990-talet och spelade då mest på lokala spelningar. De blev senare upptäcktea och fick hjälp av Goldfinger-medlemmen John Feldmann med att skriva på med skivbolaget Reprise Records och med dem släppte The Used en demoskiva. Deras självbetitlade debutalbum såldes i mer än 200 000 exemplar. Bandet släppte senare Maybe Memories, ett livealbum på DVD som innehöll liveversioner av låtarna från första skivan och dessutom icke tidigare utgivna demolåtar, intervjuer och livefilmer. 2004 släppte bandet uppföljaren In Love and Death. Namnet In Love and Death sägs vara en kärleksförklaring till sångaren Bert McCrackens gravida flickvän Kate, som dog av en överdos.
Sångaren Bert McCracken och sångaren Gerard Way från My Chemical Romance  gjorde tillsammans en cover av David Bowies och Queens låt Under Pressure. Alla pengar som kom in för den gick till tsunamins offer. 
Andra DVD-skivan med namnet Berth släpptes den 7 februari 2007. 
Trummisen Branden Steineckert Blev sparkad ur bandet 2006 och började då spela i Rancid istället.
Han ersattes av Dan Whitesides.
Den 22 maj 2007 släpptes nya skivan Lies For The Liars.
Den 26 juni 2008 spelade The Used sin första spelning i Sverige. Spelningen ägde rum i Frihamnen, Göteborg på festivalen West Coast Riot. 

## Bandmedlemmar
Nuvarande medlemmar
- Bert McCracken – sång, keyboard, piano (2001– )
- Jeph Howard – basgitarr, bakgrundssång (2001– )
- Dan Whitesides – trummor (2006– )

Tidigare medlemmar
- Quinn Allman – gitarr, bakgrundssång (2001–2015)
- Branden Steineckert – trummor (2001–2006)
- Justin Shekoski – gitarr, bakgrundssång (2015–2018)

Turnerande medlemmar
- Greg Bester – gitarr (2002)
- Joey Bradford – gitarr, bakgrundssång (2018– )

## Diskografi

### Album
- The Used (2002)
- Maybe Memories (live) (2003)
- In Love and Death (2004)
- Berth (live) (2007)
- Lies For The Liars (2007)
- Shallow Believer (EP) (2008)
- Artwork (2009)
- Vulnerable (2012)

### Singlar
- "A Box Full Of Sharp Objects" (2002)
- "The Taste Of Ink" (2003)
- "Buried Myself Alive" (2003)
- "Blue And Yellow" (2003)
- "Take It Away" )2004)
- "All That I've Got" (2004)
- "I Caught Fire" (2005)
- "Under Pressure" (2005)
- "The Bird And The Worm" (2007)
- "Liar, Liar (Burn In Hell)" (2007)
- "Pretty Handsome Awkward" (2007)
- "Blood On My Hands" (2009)